# Raimondo Caldora (XIV secolo)
Raimondo Caldora, detto Raimondaccio (Castel del Giudice, prima metà XIV secolo – 1393 circa), è stato un nobile, condottiero e capitano di ventura italiano.
Fu signore di Belmonte del Sannio, Borrello, Castel del Giudice, Civitaluparella, Fallo, Frisa, Ortona, Pescopennataro, Pizzoferrato, Quadri, Rosello, Sant'Angelo del Pesco e Vasto e giustiziere dell'Abruzzo Ultra.

## Biografia
Raimondo V "Raimondaccio" Caldora nacque nel corso della prima metà del XIV secolo a Castel del Giudice come figlio primogenito di Raimondo Caldora e Giovanna Ponziaco. Aveva una sorella e tre fratelli minori, Isabella, Giovanni, Luigi e Antonio. Venne sin da subito avviato alla carriera militare, parteggiando per il Regno di Napoli, sotto il re Roberto d'Angiò, col quale era imparentato, fondando in seguito una propria compagnia di ventura, la compagnia Caldoresca.
Nel 1345 s'impadronì con la forza dei feudi di Ortona e Vasto, ma poiché si era ribellato alla regina Giovanna I d'Angiò ed aveva contribuito ad alimentare ribellioni nel Regno di Napoli, questa glieli sottrasse e li diede a sua sorella Maria d'Angiò.
Nell'aprile del 1367, insieme al figlio Giovanni Antonio, schierati nella coalizione pontificia-napoletana capitanata da Gomez Garcia e Giovanni Malatacca, affrontò in una non bene identificata Sacco del Tronto, situata lungo l'omonimo fiume, il condottiero Ambrogio Visconti ed il suo esercito, il quale stava compiendo gravissimi danni in Abruzzo per poi volgere alla conquista del Regno di Napoli. La battaglia fu una delle più cruente del secolo. Dell'esercito nemico solo 2 700 soldati riuscirono a sfuggire alla cattura e alla morte, altri 600 vennero condotti prigionieri a Roma e di costoro ne sopravvisse in carcere la metà, mentre l'altra metà fu giustiziata, e quelli che sopravvissero tentarono un'evasione collettiva che si concluse con la loro morte per strangolamento o decapitazione. Il Visconti, ferito, fu catturato e trascinato a forza fino al Castel dell'Ovo di Napoli per essere imprigionato. La regina Giovanna I d'Angiò, pienamente soddisfatta, ringraziò pubblicamente i cavalieri che avevano preso parte alla vittoriosa battaglia, tra cui quelli delle famiglie Caldora, Di Sangro, Mareri e Montagano, che ricompensò concedendo loro vari feudi. È da menzionare inoltre il fatto che la maggior parte dei soldati che riuscì a mettersi in fuga nello scontro preferì poi passare al servizio di Raimondaccio Caldora, contribuendo a rafforzare la sua compagnia di ventura.
In seguito, nel 1382, si schierò con Luigi I d'Angiò-Valois contro il re Carlo III d'Angiò-Durazzo. Gli storici dell'epoca, tra cui Angelo di Costanzo, riportano che il re Carlo, intenzionato a raggiungere Luigi per dichiarargli battaglia, assoldò il capitano di ventura Giovanni Acuto con 1 200 cavalieri, il colonnello Alberico da Barbiano e vari condottieri del Regno, portando il numero totale dei militi del proprio esercito a 13 000, ma tale numero era assai ridotto rispetto a quello degli uomini d'arme dell'esercito di Luigi, che con l'alleanza con Raimondaccio Caldora, aveva raggiunto la quota di 75 000, obbligando il re a non allontanarsi da Napoli. Tali cifre forniscono un'idea della potenza e del prestigio raggiunto dalla compagnia di ventura di Raimondaccio Caldora nel corso degli anni.
Tale comportamento del Caldora non rimase tuttavia impunito: re Carlo gli sottrasse nello stesso anno vari feudi, tra cui Frisa ed Ortona, quest'ultima assegnata poi al nobile Nuccio Spina, costringendolo a vendere insieme al fratello Luigi per motivi economici alcuni feudi rimastigli. Fece inoltre imprigionare a Napoli e giustiziare il figlio Giovanni Antonio e il fratello Giovanni.
Anni dopo, nel 1390, ormai in età avanzata, si schierò con Luigi II d'Angiò-Valois contro il re Ladislao d'Angiò-Durazzo, figlio del defunto Carlo. Il re Ladislao lo punì sottraendogli nel 1391 Borrello e nel 1392 Civitaluparella, Fallo, Pescopennataro, Pizzoferrato, Quadri, Rosello e Sant'Angelo del Pesco.
Si stima sia morto intorno al 1393.

## Ascendenza
|                                 |                    |                        | Genitori       |  |  | Nonni |  |  | Bisnonni               |  |  | Trisnonni        |  |
|                                 |                    |                        |                |  |  |       |  |  | "Raimondaccio" Caldora |  |  | Raimondo Caldora |  |
|                                 |                    |                        |                |  |  |       |  |  | "Raimondaccio" Caldora |  |  | Raimondo Caldora |  |
|                                 |                    | Beatrice di Favas      |                |  |  |       |  |  | "Raimondaccio" Caldora |  |  |                  |  |
| Giovanni Caldora                |                    |                        |                |  |  |       |  |  | "Raimondaccio" Caldora |  |  |                  |  |
|                                 |                    | Francesca di Licinardo | ?              |  |  |       |  |  |                        |  |  |                  |  |
|                                 |                    | Francesca di Licinardo | ?              |  |  |       |  |  |                        |  |  |                  |  |
|                                 |                    | Francesca di Licinardo | ?              |  |  |       |  |  |                        |  |  |                  |  |
| Raimondo Caldora                |                    | Francesca di Licinardo |                |  |  |       |  |  |                        |  |  |                  |  |
|                                 |                    | ?                      | ?              |  |  |       |  |  |                        |  |  |                  |  |
|                                 |                    | ?                      | ?              |  |  |       |  |  |                        |  |  |                  |  |
|                                 |                    | ?                      | ?              |  |  |       |  |  |                        |  |  |                  |  |
| Biancarosa de' Canalibus        |                    | ?                      |                |  |  |       |  |  |                        |  |  |                  |  |
|                                 |                    | ?                      | ?              |  |  |       |  |  |                        |  |  |                  |  |
|                                 |                    | ?                      | ?              |  |  |       |  |  |                        |  |  |                  |  |
|                                 |                    | ?                      | ?              |  |  |       |  |  |                        |  |  |                  |  |
| Raimondo "Raimondaccio" Caldora |                    | ?                      |                |  |  |       |  |  |                        |  |  |                  |  |
|                                 | Guglielmo Ponziaco | Raimondo Ponziaco      |                |  |  |       |  |  |                        |  |  |                  |  |
|                                 | Guglielmo Ponziaco | Raimondo Ponziaco      |                |  |  |       |  |  |                        |  |  |                  |  |
|                                 | Guglielmo Ponziaco | ?                      |                |  |  |       |  |  |                        |  |  |                  |  |
| Roberto Ponziaco                | Guglielmo Ponziaco |                        |                |  |  |       |  |  |                        |  |  |                  |  |
|                                 |                    | Luisa Bonelli          | Andrea Bonelli |  |  |       |  |  |                        |  |  |                  |  |
|                                 |                    | Luisa Bonelli          | Andrea Bonelli |  |  |       |  |  |                        |  |  |                  |  |
|                                 |                    | Luisa Bonelli          | ?              |  |  |       |  |  |                        |  |  |                  |  |
| Giovanna Ponziaco               |                    | Luisa Bonelli          |                |  |  |       |  |  |                        |  |  |                  |  |
|                                 |                    | ?                      | ?              |  |  |       |  |  |                        |  |  |                  |  |
|                                 |                    | ?                      | ?              |  |  |       |  |  |                        |  |  |                  |  |
|                                 |                    | ?                      | ?              |  |  |       |  |  |                        |  |  |                  |  |
| Maria di Morier                 |                    | ?                      |                |  |  |       |  |  |                        |  |  |                  |  |
|                                 |                    | ?                      | ?              |  |  |       |  |  |                        |  |  |                  |  |
|                                 |                    | ?                      | ?              |  |  |       |  |  |                        |  |  |                  |  |
|                                 |                    | ?                      | ?              |  |  |       |  |  |                        |  |  |                  |  |
|                                 |                    | ?                      |                |  |  |       |  |  |                        |  |  |                  |  |

## Discendenza
Raimondaccio Caldora si sposò nel 1348 con Luisa d'Anversa, da cui ebbe due figli:
- Giovanni Antonio, condottiero, barone di Pacentro, che sposò nel 1367 Rita Cantelmo[3];
- Giovanni Paolo, signore di Carpineto Sinello, il quale sposò Beatrice Cantelmo[17].